# Liechtenstein na Letnich Igrzyskach Olimpijskich 2000
Liechtenstein na Letnich Igrzyskach Olimpijskich 2000 reprezentowało 2 zawodników.

## Kadra

### Judo

#### Kobiety
- Ulrike Kaiser

### Strzelectwo

#### Mężczyźni
- Oliver Geissmann